# Franz Kade
Franz Kade (* 14. September 1893 in Eldagsen; † 12. März 1987 in Hameln) war ein deutscher Reformpädagoge, NS-Pädagoge, Volksschullehrer, Dozent an der Hochschule für Lehrerbildung in Danzig sowie langjähriger Leiter der heutigen Wörsbachschule in Idstein (Taunus).

## Leben

### Ausbildung und Beruf
Franz Kade wurde in Eldagsen geboren und besuchte die dortige Volksschule. Von 1910 bis 1913 besuchte er das katholische Lehrerseminar in Hildesheim. Zu Ostern 1913 erfolgte die 1. Lehrerprüfung. In den folgenden drei Jahren war Franz Kade an Schulen in Emsland-Moor, im Teutoburger Wald und in Hameln tätig. Nach der in Osnabrück (Ostern 1916) erfolgten 2. Staatsprüfung für das Lehramt meldete sich Kade als Freiwilliger zum Einsatz im Ersten Weltkrieg. Ab 1919 studierte Kade Philosophie, Pädagogik, Psychologie und Volkswirtschaftslehre in Münster und Köln bis zur Promotion am 21. Juli 1923 mit einer Dissertation über das Thema „Schleiermachers Anteil an der Entwicklung des preußischen Bildungswesens von 1808–1819“. Es folgten Stellen im Teutoburger Wald. Er engagierte sich im Preußischen Lehrerverein. Im Jahr 1929 gründete Franz Kade den Arbeitskreis für Landschulreform. Zu dieser Zeit war er Mitglied der DDP. Auf Empfehlung Eduard Sprangers wurde Kade 1927 als Dozent an die Pädagogische Akademie in Frankfurt am Main berufen und 1930 dort zum Professor ernannt. Dort lernte Kade Ernst Krieck kennen. Für Kade setzte eine Schulreform die Überwindung des Jahresklassensystems und des gebundenen Klassenunterrichts voraus. Er schlug stattdessen Gesamtunterricht, Kursunterricht und Einzelarbeit in zweckent-sprechenden größeren und kleineren Arbeitsräumen vor: 1930 baute er mit dem Architekten Eugen Kaufmann eine neue Dorfschule (einklassige Dorfschule mit Kindergarten) in Wörsdorf und stellte diese in der Zeitschrift Das neue Frankfurt vor, zusammen mit neuen Schulbauten wie der Freiluftschule in Amsterdam von Johannes Duiker, der Montessorischule in Bloemendael von Johan Hendrik Groenewegen, der Freiluft-Experimentierschule in Los Angeles von Richard Neutra und der Pavillonschule in Frankfurt-Praunheim von Eugen Kaufmann.

### Karriere im NS-Bildungssystem
Vom 1. September 1932 bis 1945 war Kade Gründer und wissenschaftlicher Leiter der am 1. September 1932 in Idstein eröffneten Taunus-Schule. Zum 1. September 1932 trat Franz Kade auch in die NSDAP ein (Mitgliedsnummer 1.288.126). Er wurde zunächst Gauredner der NSDAP im Gau Hessen-Nassau und des NS-Lehrerbundes.
Während der NS-Zeit veröffentlichte er, teils als Herausgeber, Schriften zur Landschulreform im Geiste der Erziehung im Nationalsozialismus, so in der Zeitschrift Die Dorfgemeinschaft. Im April 1933 wurde Kade nach Frankfurt am Main an die nun in Hochschule für Lehrerbildung umbenannte Einrichtung zurückberufen. Am 23. Mai 1933 wurde er Professor für Landschulpädagogik und Direktor der neuen Grenzlandhochschule für Lehrerbildung in Lauenburg (Pommern), die er bis Februar 1934 leitete. Dann wurde fast das gesamte Kollegium abberufen, Kade aber nur kurz an die Hochschule für Lehrerbildung Bonn versetzt, bevor er im Mai 1934 an die neue Hochschule für Lehrerbildung in Danzig als Direktor und Professor für Theoretische und Praktische Pädagogik ging. Bereits im Wintersemester 1933/34 hielt er eine Gastvorlesung an der TH Danzig über das Thema „Die nationalsozialistische Reform der deutschen Bildung und Schule“. Ab Mai 1934 war er auch Leiter der Abteilung „Erziehung und Unterricht“ in der Gauverwaltung des NS-Lehrerbundes im Gau Danzig. Zum 1. Oktober 1936 kehrte er an die HfL Bonn zurück, wo er stellvertretender Führer der Dozentenschaft und des NS-Dozentenbundes wurde. Mit deren Stilllegung im November 1939 wurde er an die HfL Dortmund abgeordnet, dann an die Lehrerinnenbildungsanstalt Koblenz. 1942 bis 1945 erhielt er einen Lehrauftrag für Psychologie und Pädagogik an der Universität Bonn.

### Die Wörsdorfer Schule als „NS-Musterschule“
Franz Kade gab im Jahr 1932 eine Publikation mit dem Titel Stimmen zur Landschulreform heraus. Die praktische Umsetzung der dort gefassten Ideologie erfolgte in der neu gegründeten Wörsdorfer Schule, die pädagogisch im völkisch-rassistischen, aber auch im Geiste des Neuheidentums wurzelte.
Ein im Jahr 1935 im Hausfreund für den Goldenen Grund erschienener Beitrag hebt diejenigen Merkmale der Schule hervor, die sie – im Geiste des Nationalsozialismus – von der übrigen Schullandschaft der Region abheben:
„Wie im kulturellen Leben, so war man auch in der Schule auf Irr- und Abwege geraten. … Wesensfremdes hämmerte man dem Kind ein. Rein verstandesmäßige Bildung herrschte vor. Der Nationalsozialismus musste sich dazu berufen fühlen auch hier Wandel zu schaffen. Bahnbrechend auf dem Gebiet der Erziehung ist Dr. Krieck geworden … Die praktische Auswertung und Verwirklichung der Krieck’schen Ideen wurde durch Professor Dr. Kade in der hier vor 2 Jahren gegründeten Beispielschule in Angriff genommen. … An der Stelle des früheren Religionsunterrichtes steht die religiöse Morgenfeier, die als Zweck anstrebt die religiöse Tat. … Einen breiten Raum nimmt die soldatisch-rassische Erziehung ein. … Dem Führerprinzip wird weitgehend Rechnung getragen. … Der Versuch ist noch nicht abgeschlossen. So viel wird aber schon jetzt deutlich, dass die Ansatzpunkte unbedingt richtig sind und der Wörsdorfer Versuch einer organisch-völkischen Landschulbildung richtungsweisend werden wird für die gesamten Landschulen. Die Schule ist kein Fremdkörper im Dorfe mehr. Sie wurzelt mitten in ihm.“
Zu den in Wörsdorf durchgeführten Fortbildungsveranstaltungen für NS-Pädagogen reisten Teilnehmer aus dem gesamten Reichsgebiet an. Auch der Freund und Mitarbeiter Franz Kades, Ernst Krieck, der bereits in den 1920er Jahren ein entschiedener Anhänger des Nationalsozialismus, Rassist und Antisemit war, referierte dort.

### SchriftDie Wende in der Mädchenerziehung(1937)
Im Jahr 1937 erschien Kades erziehungswissenschaftliche Schrift Die Wende in der Mädchenerziehung zur Neuausrichtung der Mädchenerziehung im NS-Staat. Als Referenzeinrichtung für seine Theorie bezog sich Kade in Bild und Text auf die Wörsdorfer Versuchsschule.
Grundlage der Mädchenerziehung sei die von Adolf Hitler der Frau zugesprochene Aufgabe, die „kommende Mutter“ des Volkes zu sein. Die berufstätige Frau schied gemäß Kade als Option aus. Der Nationalsozialismus habe „zum Bewusstsein gebracht, dass im Schoße des Weibes die Zukunft des Volkes ruht, dass der Volkstod ... unabwendbares Schicksal ist, wenn das Weib dem Volke die Fruchtbarkeit seines Schoßes verweigert. ... Der Nationalsozialismus hat ... gelehrt, dass das Weib als Hüterin der Reinheit des deutschen Blutes eine große Verantwortung trägt“. Entsprechend solle sich die Ausrichtung der Lehrpläne für Mädchen an praktischen, für die Haushaltsführung und Kindererziehung relevanten Parametern orientieren. Akademische Bildung für Frauen lehnte Kade ab, da „Wesen und Stärke des weiblichen Geschlechts nicht im Intellektuellen, sondern im Leiblich-Seelischen liegen“. Erst der Nationalsozialismus habe die Grundlagen für das Heranwachsen des „neuen weiblichen Geschlechts“ geschaffen. Diese Grundlagen seien durch eine „wesensmäßig weibliche Erziehung und Bildung“ gemäß den Richtlinien des „Führers“ weiter auszubauen um den „deutschen Frauentypus“ als Maßstab zu setzen, „der in stolzer leiblicher und seelischer Schönheit eine heilige Fruchtbarkeit und den Lebenswillen des deutschen Volkes verkörpert“.
In seiner Schrift Schule im Werden (1956) übernahm er unter Auslassung der auf den Nationalsozialismus bezogenen Textteile etliche Passagen aus der Publikation von 1937 sowie das gesamte, ursprünglich zu Propagandazwecken eingesetzte Bildmaterial aus der Praxis der Wörsdorfer Schule.

### Franz Kade und der NS-Pädagoge Ernst Krieck
Mit dem NS-Pädagogen Ernst Krieck stand Franz Kade über lange Jahre sowohl privat als auch bei seinen erziehungswissenschaftlichen Betätigungen und Publikationen in enger Verbindung. Bereits in seiner ersten Publikation Die Neue Dorfschule (1930) bezieht sich Franz Kade mehrfach auf die Pädagogik Ernst Kriecks, der Ende der 1920er Jahre als glühender Nationalsozialist und Antisemit auftrat und dessen Pädagogik von völkischen, rassistischen und anti-aufklärerischen Elementen geprägt ist. Franz Kade veröffentlichte in der von Ernst Krieck herausgegebenen Zeitschrift Volk im Werden und wurde auch durch dessen Betreiben als Professor an der Pädagogischen Akademie Frankfurt/Main berufen. Krieck war zudem als Dozent zu den in Wörsdorf stattfindenden Fortbildungsveranstaltungen für junge Lehrkräfte eingeladen.
Die erziehungstheoretische Schrift Die Wende in der Mädchenerziehung (1937) widmete Kade Ernst Krieck an dessen „55. Geburtstage“ (6. Juli 1937). Franz Kade passte seine Pädagogik nahtlos in die NS-Pädagogik Ernst Kriecks ein. So leitete er das Kapitel „Die Familie“ in der Schrift zur Mädchenerziehung mit einem Zitat aus Hitlers Mein Kampf ein und verwies auf Kriecks Familientheorie: „Die Wiederherstellung der Familie ist wesentlicher Teil der vor uns stehenden völkischen und geschichtlichen Gesamtaufgabe. Neuordnung der Familie ist gleicherweise Vorbedingung für die Bevölkerungsbewegung, die Aufzucht der Rasse zum Rückgrat des Volkstums und deren Entfaltung durch Erziehung. Indessen besitzt die Familie keineswegs etwa ein Monopol an Erziehung und Erziehungsrecht.“ Franz Kade verwies in einer 1956, also lange nach dem Tode Kriecks, in Bonn erschienenen Publikation Schule im Werden (1956) auf den von ihm auch nach 1945 noch bewunderten Ernst Krieck. Der Titel ist als offenkundige Referenz an den Förderer und Lehrer sowie dessen NS-Propagandazeitschrift Volk im Werden einzuordnen.

### Tätigkeit nach 1945
Nach dem Verlust seiner Ämter an Schule und Hochschule arbeitete Franz Kade von 1945 bis 1949 zunächst als landwirtschaftlicher Arbeiter, dann in verschiedenen Volks- und Realschulen. bevor er 1952 wieder in den Hochschuldienst an der Pädagogischen Akademie in Oberhausen eintrat. Noch einmal erlebte er dort eine Schließung und wurde 1953 als Professor für Allgemeine Didaktik und Schulpädagogik an die Pädagogische Akademie in Köln versetzt. Dort war er bis zum Eintritt in den Ruhestand im Jahr 1958 tätig. Als Autor publizierte er nach 1945 vorwiegend zu Themen der Grundschulpädagogik. Im hohen Lebensalter zog er in seinen Geburtsort Eldagsen.

## Franz-Kade-Schule in Idstein
1978 wurde die Grundschule im Idsteiner Stadtteil Wörsdorf im Beisein ihres Gründers unter dem damaligen Schulleiter Reinhard Battenfeld „Franz-Kade-Schule“ benannt. In der regionalen Literatur finden sich keine Hinweise auf die enge Einbindung der damaligen Taunusschule in die NS-Pädagogik. Auch bleibt die Funktion der Schule als NS-Vorzeigeeinrichtung unerwähnt. Über die verschiedenen Funktionen des Schulgründers in der NSDAP, dem NS-Bildungssystem, des NSDLB sowie seine völkisch-rassistischen Äußerungen, durch Vorlesungen und gedruckte pädagogische Schriften zugänglich, schweigt sich die regionale Geschichtsschreibung aus. Die in der Festschrift zum 50. Gründungsjahr durch den Lehrer i.R Alfred Kleber zusammengetragenen biografischen Daten zu Franz Kade lassen die Funktionen im Nationalsozialismus außen vor. 
Nachdem vielfältige Versuche aus Politik, aber auch engagierter Bürger gescheitert waren, eine kritische öffentliche Diskussion zur Namensgebung der Franz Kade Schule zu initiieren, wurde im September 2013 von der Fraktion Bündnis 90/Die Grünen sowie der Fraktion Die Linke ein Antrag auf Umbenennung der Franz-Kade-Schule gestellt. Die Namensgebung der Schule sollte laut Beschluss des Schulausschusses durch eine vom Kreistag des Landkreises Rheingau-Taunus eingesetzte Kommission untersucht werden, die zum Ende des Jahres 2013 ein Arbeitsergebnis vorzulegen hatte. Als Grundlage für die Diskussion sollte die von der Historikerin Martina Hartmann-Menz erstellte Untersuchung zur NS-Belastung Franz Kades dienen. In der Hessischen Lehrerzeitung erschien im November 2013 ein Beitrag, der sich mit der Debatte um die Umbenennung der Franz-Kade-Schule befasst. Der Autor kommt darin zum Ergebnis, dass Franz Kade als Namensgeber einer Schule vor dem Hintergrund seiner NS-Belastung auszuschließen ist. Der Bochumer Bildungshistoriker Franzjörg Baumgart bezeichnete Franz Kade als einen „bedingungslosen Gefolgsmann des NS-Regimes“. Die Benennung einer Schule nach Kade könne nur mit „Erstaunen, wenn nicht Fassungslosigkeit kommentiert werden“. Im Februar 2014 fand eine von Kommune, politischen Gremien und Schulkonferenz initiierte gemeinsame Informationsveranstaltung zur Vita Franz Kades in Idstein-Wörsdorf statt. Der Frankfurter Bildungshistoriker Benjamin Ortmeyer referierte zu Franz Kade und dessen politischer Ausrichtung in der Zeit des Nationalsozialismus und davor. Im Hinblick darauf, dass Kade einer der führenden NS-Pädagogen und bereits 1932 Mitglied der NSDAP war, plädierte Benjamin Ortmeyer für eine Umbenennung der Schule. Die weitere Beratung über die Namensgebung der Schule wurde in die zuständigen Gremien verwiesen.
Im April 2014 wurde über die Presse mitgeteilt, dass sowohl die Schulkonferenz als auch der vom Kreistag eingesetzte Arbeitskreis den Vorschlag Ortmeyers unterstützen, eine Namensänderung der Schule vorzunehmen. Aus organisatorischen Gründen erfolgte diese zum Ende des Schuljahres 2013/14 im Juli 2014, die Schule wurde in „Wörsbachschule“ umbenannt.

## Weitere regionale Ehrungen des Pädagogen
Der ehemalige „Franz-Kade-Weg“ wurde 2014 der Straße „Feldbergblick“ zugeordnet.

## Schriften
- Schleiermachers Anteil an der Entwicklung des preußischen Bildungswesens von 1808–1818 (Leipzig 1925)
- Die Neue Dorfschule (Frankfurt am Main 1930)
- Versuchsarbeit in deutschen Landschulen (Frankfurt am Main 1932)
- (als Herausgeber): Danziger Beiträge zur Erneuerung des deutschen Bildungswesens (Danzig 1935)
- Aus der Danziger Lehrerbildung, in: Deutsches Bildungswesen 4/1936, S. 476–484.
- Die Wende in der Mädchenerziehung. Ein Beitrag aus der Praxis der dorfeigenen Schule (Breslau 1937)
- Schule im Werden, (Bonn 1956)